# Cattedrale del Salvatore (Filadelfia)
La cattedrale del Salvatore (in inglese: Cathedral of the Saviour) è una cattedrale episcopale situata a Filadelfia, in Pennsylvania, Stati Uniti d'America. La chiesa è sede della diocesi episcopale della Pennsylvania.

## Storia
La chiesa è stata costruita nel 1855 da Samuel Sloan e poi ampliata dal grande architetto Philadelphia Charles M. Burns, è stata rinnovata nel 1898 e ricostruita dopo l'incendio del 16 aprile 1902, che aveva risparmiato solo la facciata anteriore e la torre campanaria. Nel 1992 divenne sede della diocesi episcopale di Pennsylvania.
L'edificio è stato aggiunto al registro nazionale dei luoghi storici nel 1979.